# قائمة العطل الرسمية في لبنان
العطل الرسمية في لبنان يوجد في لبنان العديد من العطل الرسمية بسبب تنوع لبنان الطائفي والمذهبي. في وقت سابق كان بعض الأعياد لا يُعطل فيها سوى أبناء الطائفة أو الدين المخصص لهم هذا العيد، قبل أن يتم تعديل هذا الأمر وتصبح العطل الدينية مفروضة على الجميع سواء كانوا من أتباع هذا الدين أو لم يكونوا.